# Plays for Dream Dancing
Plays for Dream Dancing è un album di Ray Anthony, pubblicato dalla Capitol Records nel 1956.

## Tracce
Lato A
1. This Love of Mine – 2:41 (Sol Parker, Henry Sanicola, Frank Sinatra) – Registrato il 28 dicembre 1955 al Capitol Studios di Hollywood, California
2. Dream Dancing – 2:53 (Don B. Simpson, Ray Anthony) – Registrato il 18 gennaio 1956 al Capitol Studios di Hollywood, California
3. I'll Never Smile Again – 2:52 (Ruth Lowe) – Registrato il 28 dicembre 1955 al Capitol Studios di Hollywood, California
4. Out of Nowhere – 2:41 (Johnny Green, Edward Heyman) – Registrato il 28 dicembre 1955 al Capitol Studios di Hollywood, California
5. I Only Have Eyes for You – 3:05 (Harry Warren, Al Dubin) – Registrato il 28 dicembre 1955 al Capitol Studios di Hollywood, California
6. Embraceable You – 2:55 (George Gershwin, Ira Gershwin) – Registrato l'11 gennaio 1956 al Capitol Studios di Hollywood, California

Durata totale: 17:07
Lato B
1. Street of Dreams – 2:57 (Victor Young, Sam Lewis) – Registrato l'11 gennaio 1956 al Capitol Studios di Hollywood, California
2. Stars Fell on Alabama – 2:45 (Frank Perkins, Mitchell Parish) – Registrato l'11 gennaio 1956 al Capitol Studios di Hollywood, California
3. I Don't Know Why (I Just Do) – 2:45 (Fred Emil Ahlert, Roy Turk) – Registrato l'11 gennaio 1956 al Capitol Studios di Hollywood, California
4. Laura – 2:47 (David Raksin) – Registrato l'11 gennaio 1956 al Capitol Studios di Hollywood, California
5. Moonlight in Vermont – 2:29 (Karl Suessdorf, John Blackburn) – Registrato il 18 gennaio 1956 al Capitol Studios di Hollywood, California
6. September Song – 2:41 (Kurt Weill, Maxwell Anderson) – Registrato l'11 gennaio 1956 al Capitol Studios di Hollywood, California

Durata totale: 16:24
- Sull'etichetta del vinile il brano: Embraceable You è attribuito ai fratelli Gershwin, in altre fonti la paternità del brano è data a Cole Porter.

## Musicisti
This Love of Mine / I'll Never Smile Again / Out of Nowhere / I Only Have Eyes for You
- Ray Anthony - tromba
- John Best - tromba
- Conrad Gozzo - tromba
- Mannie Klein - tromba
- Ray Triscari - tromba
- Dick Nash - trombone
- Tommy Pederson - trombone
- George Roberts - trombone basso
- Gus Bivona - sassofono alto, clarinetto
- Willie Schwartz - sassofono alto, clarinetto
- Georgie Auld - sassofono tenore
- Gene Cipriano - sassofono tenore
- Leo Anthony - sassofono baritono
- Paul Smith - pianoforte
- Al Hendrickson - chitarra
- Don Simpson - contrabbasso
- Irving Cottler - batteria
- Don Simpson - arrangiamenti

Dream Dancing / Moonlight in Vermont / Embraceable You / Stars Fell on Alabama / Street of Dreams / I Don't Know Why (I Just Do) / Laura / September Song
- Ray Anthony - tromba
- Frank Beach - tromba
- Bob Fowler - tromba
- Ray Triscari - tromba
- Hoyt Bohannon - trombone
- Murray McEachern - trombone
- Dick Nash - trombone
- Abe Most - sassofono alto, clarinetto
- Willie Schwartz - sassofono alto, clarinetto
- Georgie Auld - sassofono tenore
- Charles Butler - sassofono tenore
- Leo Anthony - sassofono baritono
- Geoff Clarkson - pianoforte
- Al Hendrickson - chitarra
- Don Simpson - contrabbasso
- Larry Bunker - batteria
- Sconosciuto - arrangiamenti